# スタミナラーメン (埼玉)
スタミナラーメンは、埼玉県さいたま市の北浦和駅近くに所在する中華料理店「娘々」（にゃんにゃん）、大宮駅近くの「漫々亭」（まんまんてい）や、その姉妹店で出されるラーメンの一品。

## 概要
1970年代半ば、大宮市にある矢島商事が経営する、今はなき大宮駅西口前の「漫々亭」で誕生したメニュー。
ベースは一般的な細麺の醤油ラーメン。具に、豚の挽肉とニラ、玉ねぎなどを炒め、にんにく・生姜を効かせ、醤油と豆板醤で味付け、片栗粉でとろみをつけた辛味のあんかけをのせたラーメンとなっている。あんかけは豆腐抜きの麻婆豆腐に似る。
元々は麻婆麺（マーボメン）から試行錯誤の末にできた一品である。元々浦和市の娘々（1980年前）には、焼きそば・タンメンなどしかなかった。しかし完成したスタミナラーメンの人気がテレビの紹介によって広まると、一気に看板メニューとなった。その頃は浦和駅近くの中心街にあったほぼ常に行列ができる店と、北浦和駅東口の目抜き道路に面する店が、道路の拡幅工事などで移転、ここで働いていた従業員が暖簾分けをする形で、さいたま市内各地に新しい店が次々と誕生している。比較的値段が安いため地域の中学生や高校生に人気があり、特に、北浦和駅にある二店（一店は平成20年7月31日で閉店）は県立浦和高校の通学路に位置し値段も安めとなっているため、同校生徒の利用は多い。
スタミナラーメン（通称：スタミナ）から派生したメニューに、同じあんかけがライスにのったスタカレー（スタミナカレーの略称が正式名となる）がある。また、その進化形であんかけチャーハンなる裏メニューもある。店舗によっては、汁なしのスタミナラーメンを冷しスタミナと称して、メニューに加えている。
さいたま市観光国際協会が、さいたま市のソウルフード、B級グルメとして宣伝している。

### 姉妹店
姉妹系列の各店は、さいたま市や上尾市に存在する。屋号は「娘々」「娘娘」「漫々亭」のいずれかである。メインメニューのスタミナラーメン、スタカレー、ジャージャーメン、焼きそば（炒麺）、チャーハンのほか、炒めものなどの単品料理もあるが、客の多くがメインメニューを注文する。一口サイズの餃子にもファンが多いが、最近は自家製の皮を使っている店と、そうでない店とに分かれる。チェーン店ではないので、店により味やスタイルは異なる。